# Vallières-sur-Fier
Vallières-sur-Fier is een fusiegemeente (commune nouvelle) in het Franse departement Haute-Savoie (regio Auvergne-Rhône-Alpes). De plaats maakt deel uit van het arrondissement Annecy. Vallières-sur-Fier is op 1 januari 2019 ontstaan door de fusie van de gemeenten Val-de-Fier en Vallières. 
Vallières-sur-Fier telde in 2017 2503 inwoners. en op 1 januari 2022 2.739 inwoners.

## Geografie
De oppervlakte van Vallières-sur-Fier bedroeg op 1 januari 2022 19,14 vierkante kilometer; de bevolkingsdichtheid was toen 143,1 inwoners per km².

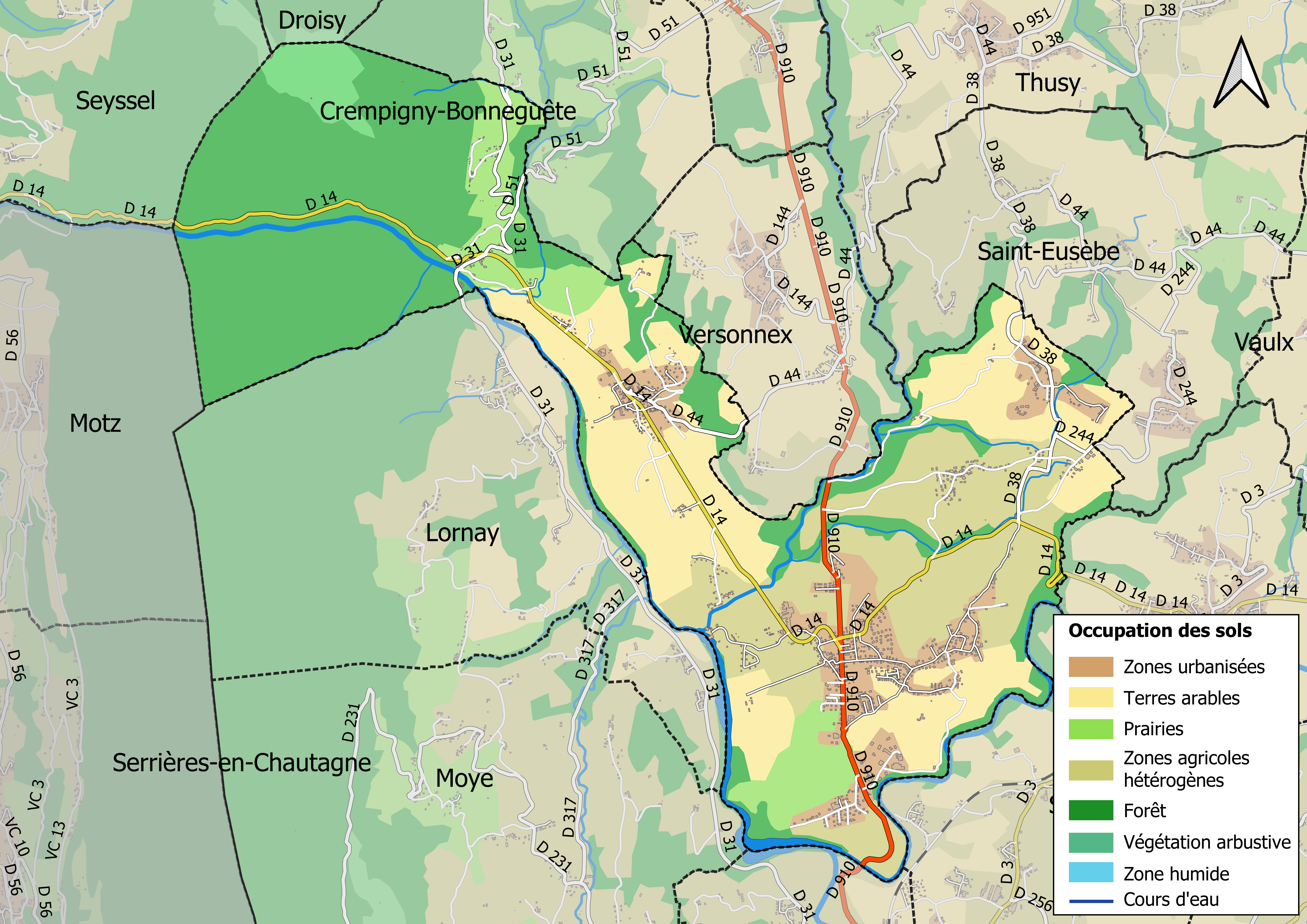
Kaart van de gemeente met de belangrijkste infrastructuur, bodemgebruik en omliggende gemeenten

## Demografie
Onderstaande figuur toont het verloop van het inwonertal (bron: INSEE-tellingen).